# Саратов-Сокол (аеродром)
Саратов-Сокол — військовий аеродром в Саратовській області РФ. Аеродром використовується як тренувальний навчальною базою Військово-повітряної академії імені М. Є. Жуковського та Ю. О. Гагаріна (центр в Моніно). Проводиться підготовка льотчиків на гелікоптерах: «Ансат», Ка-226, Мі-2 та Мі-8. На аеродромі також базується 131-й навчальний вертолітний полк.

## Історія
Аеродром виник у 1940 році, як ґрунтовий навчальний аеродром планерної школи. Під час німецько-радянської війни на аеродромі базувалися винищувальні полки 144-ї винищувальної авіаційної дивізії ППО. У 1960-х роках на аеродромі знаходився навчальний авіаційний полк Армавірського вищого авіаційного училища льотчиків (літаки Л-29, МіГ-17).
1969 року створено Саратовську військову авіаційну школу пілотів (1971 року перетворену на Саратовське вище військове авіаційне училище льотчиків), що спеціалізується на підготовці льотчиків на вертольоти військової авіації.
131 навчальний вертолітний полк Саратовської військової авіаційної школи пілотів був сформований у 1970 році у селищі поблизу аеродрому. На озброєння тоді стояли гелікоптери «Мі-1».
У 1971 році школа пілотів була перетворена на Саратовське вище військове авіаційне училище льотчиків (ВВАУЛ). У 1990 році полк був переданий до складу Сизранського ВВАУЛ. За весь час училищем навчено та випущено понад 8 тисяч курсантів.

## Катастрофи та інциденти
- 5 вересня 2019 року вертоліт Мі-8МТПР-1 під час руління на аеродромі заїхав в яму на ЗПС, накренився, ударився об землю і згорів. Екіпаж при аварії не постраждав, але згідно з судовим рішенням має компенсувати вартість вертольота та комплексу РЕБ «Ричаг» (рос. «Рычаг»), який був на борту[4][5][6].